# باربرا وول
باربرا وول (بالإنجليزية: Barbara Wall)‏ هي لاعبة الاسكواش أسترالية، ولدت في 25 مايو 1948 في برث في أستراليا.

## وصلات خارجية
- باربرا وول على موقع SquashInfo.com (الإنجليزية)